# 日本アニメーション協会
日本アニメーション協会（にほんアニメーションきょうかい、英称:Japan Animation Association、略称：JAA）は、日本のアニメーション創造に携わるクリエーターの団体。1978年発足。

## 概要
1978年、アニメーションの普及と振興を目的として手塚治虫を会長として発足する。

## 沿革
1971年、久里洋二、月岡貞夫、岡本忠成、川本喜八郎らが呼びかけて、日本のアニメーション文化の発展と振興を旗じるしにアニメーション作家、映画関係者を中心に前身の日本アニメーション映画協会が発足した。
1978年2月、新生協会の発足にあたり未来のアニメーションが多様化するのを予測して、フィルム表現にのみに拘ることなく活動を広げる意味合いで組織の名称を日本アニメーション映画協会[JAPAN　ANIMATION FILM ASSOCIATION]から、日本アニメーション協会[JAPAN ANIMATION ASSOCIATION]へと変更した。それに伴い、シンボルマークも『JAFA』から『JAA』に改めた。
のちにアニメーション業界で活躍する多くのアニメーターや、アニメーション作家を生み出すこととなるワークショップやフィルムフェスティバルの開催などを行って来たが、1989年に初代会長である手塚治虫が急逝し、10年ほど活動を休止する。その後、盛り上がりを見せていた広島国際アニメーションフェスティバルに触発され、1997年に会員による上映会『イントゥ・アニメーション』が開催され、これを機に再び活動を再開した。

## 協会構成
日本アニメーション協会には劇場映画、テレビなどの商業系アニメーションを始め、インディーズなどの所謂アート系アニメーション、広告などのコマーシャル系アニメーション、学術・教育系アニメーションなどの監督・演出家、脚本家、アニメーター、美術家、撮影者、評論家、研究家、映画史家、教育者、編集者など様々なジャンルと表現技法のクリエーターが加入している。協会会員は、アニメーションのクリエーターである正会員とアニメーション文化の発展に功労があり会が推薦した名誉会員、協会の設立主旨に賛同した賛助会員で構成されている。

## 活動内容
若手クリエーターの人材育成を目的とする数多くの映画祭や展示・講演会・シンポジウム・ワークショップの展開。その他、会報部やインターネット部会を設けて海外アニメーションの情報収集、日本アニメーション協会のホームページを通じて情報発信、さらに、アニメーションの著作権についての勉強会の開催や、アニメーション史の確立と調査研究を目的とした歴史部会の活動を奨励する。複数の国内アニメーション映画祭への協力と海外における日本のアニメーションの優秀作品の上映。日本のアニメーション文化の益々の発展を希求する。

## ロゴマーク
- 日本アニメーション協会 シンボルマーク（1996年）／和田誠
「JAPAN ANIMATION ASSOCIATION」(JAA)
1978年2月発足から現在も使用。
いずれもグラフィックデザイナー和田誠が担当。

## 歴代会長
- 初代：手塚治虫（1978 - 1989）（会長代行：川本喜八郎〈1988 - 1996〉）
- 第二代：川本喜八郎（1996 - 2010）（会長代行：古川タク〈2008 - 2010〉）
- 第三代：古川タク（2010 - ）

## 名誉会長
初代：川本喜八郎（2010）

## 主な開催イベント
- 「新宿アニメーションランド」1978年3月（新宿紀伊国屋ホール）新生『日本アニメーション協会』の第1回企画・制作イベント
- 「アニメ博覧会」1978年11月（渋谷パルコ）アニメーションの系譜と傾向を探ると題した上映展示会。
- 「イントゥ・アニメーション」
  1. 「'97」1997年9月12日 - 14日（東京都写真美術館）（フェスティバルディレクター：古川タク）
  2. 1999年3月6日 - 7日、13日 - 14日(東京都写真美術館)（フェスティバルディレクター：古川タク）
  3. 「杉並スペシャル」 2003年3月22日 - 25日(セシオン杉並)（フェスティバルディクレター：森まさあき）
  4. 2005年7月16日 - 19日(セシオン杉並)（フェスティバルディレクター：伊藤有壱）
  5. 「横浜」 2009年10月16日 - 19日(横浜赤レンガ倉庫)（フェスティバルディレクター：伊藤有壱）
  6. 2013年8月16日 - 19日（国立新美術館）(フェスティバルディレクター：布山タルト）
    - 「in 福島」 2013年11月3日、24日（いわき市社会福祉センター）、アニメーションワークショップ・キャラバン 11月4日（雇用促進住宅・下船尾集会所、沼ノ内宿舎集会所、高久第一応急仮設住宅集会所）(フェスティバルディレクター：布山タルト）

  7. 2017年8月4日 - 7日（国立新美術館）(フェスティバルディレクター：池田爆発郎）